# Ludwig Kruhöffer
Johann Christian Ludwig Kruhöffer (* 8. Februar 1811 in Thal; † 3. September 1900 ebenda) war ein deutscher Förster und Politiker.

## Leben
Kruhöffer war der Sohn des Försters Georg Kruhöffer (1787–1842) und dessen Ehefrau Charlotte, geborene Althaus (1778–1850). Er heiratete am 28. Oktober 1845 in Oesdorf Caroline Marie Louise Friederike Lutter (1824–1898) aus Pyrmont. Kruhöffer war ab 1824 im Forstdienst tätig. 1824 bis 1827 machte er eine Ausbildung im Oesdorfer Forst und wurde 1841 vom Forstkandidaten zum Revierförster in Thal befördert. 1846 erhielt er zusätzlich die Verwaltung des Baarser Forstes übertragen. 1857 wurde er nach Volkhardinghausen versetzt und 1867 erhielt er den Lichtenfelser Forst bei Dalwigksthal übertragen. 1873 ging er als Oberförster in Pension.
1850 bis 1853 gehörte er als Abgeordneter dem Spezial-Landtag für das Fürstentum Pyrmont an.